# メレ
メレ（Mele）は、ハワイ語でチャント、歌、詩を意味する言葉で、宗教的に神に祈るもの（mele oli）から娯楽的なもの（mele hula）まで広く使われている。
入室を請う歌はメレ・カヘア（mele kahea）、入室を許可する歌はメレ・コモ（mele komo）などもある。
ビング・クロスビーなどがハワイのクリスマスについて歌って有名になった歌『メレ・カリキマカ』の題名は英語のクリスマスのあいさつ「メリー・クリスマス」（英語: Merry Christmas）をハワイ語に直したもので、この「メレ」はチャントの意味ではない。

## 参照
1. ↑  ハワイの楽器(２) メレとフラ、イプ
2. ↑  フラ用語／ハワイ語集
3. ↑   Mary Kawena Pukui & Samuel H. Elbert著『New Pocket Hawaiian Dictionary』（1975年、1992年）によるとハワイ語の「メレ」（Mele）は、1) チャント、2) 黄色、3) 英語の「メリー」（Merry）のハワイ語、の3つの意味があるが、ここでは3) の意味。「カリキマカ」は「クリスマス」のハワイ語で、ハワイ語は日本語のように開音節であり、r/lの区別がなく、sがなくてkで代用するためである
4. ↑  Mele Karikimaka by Bing Crosby